# 国仲ありす
国仲 ありす（くになか ありす、1988年12月24日 - ）は、日本のAV女優。2007年にデビューしたロリ系のAV女優である。

## 出演作品
2007年
- 校内援交 08（10月2日、プレステージ）
- DAISY 11（10月20日、プレステージ）
- ハメモちゃん 2号（10月20日、プレステージ）
- C学受験●学生（11月8日、ナチュラルハイ）…オムニバス作品 ※「りょうこ」名義
- モリッ娘 Walker 11（11月10日、プレステージ）
- セイフク 006（11月16日、ゴーゴーズ）
- 少女伝説 06（11月22日、プレステージ）
- 幼妻 しおり（11月25日、グラフィス） ※「しおり」名義
- BUKATSU after 援交 吹奏楽部（12月1日、プレステージ）
- 修学旅行生ナンパ（12月20日、GLAY'z）他出演:Maron、坂本愛海 他

2008年
- 少女強制猥褻22人 2枚組 8時間DX（1月16日、LOTUS）他21名出演
- 念願の○○になった 女子C学校教師編（2月7日、V&Rプロダクツ）共演:丸山茜、真壁まこ、大貫かりん、桃咲まこ、山田美樹、星あやか、華原ゆい
- LOLLOPOP 4（2月10日、ラストラス）他出演:赤坂れい、井上莉奈
- 白濁少女淫行 4（2月14日、渡辺学習塾） ※「いずみ」名義
- 制服美少女膣内射精 4時間 DX2（2月20日、LOTUS）他出演:ナツキ、宮咲志帆、ありさ、利香、横峰あい
- ○学生イジメグループ 4（2月21日、ナチュラルハイ）他出演:愛音ゆう、杏野まひる、大貫かりん、長澤りか、生田沙織 他
- 教育（3月1日、グラフィス）
- 女子高生×パンティーこき（3月7日、映天）他出演:杉田わか、愛乃みく、浜名優
- 女子高生こすりつけオナニー（3月7日、映天）他出演:佐伯奈々、笠木あやか、つゆの優、浜名優
- 少女肉辱 第一章（3月15日、KIプランニング）
- グラドル志望! 18才ありす パイパン中出し（3月19日、LOTUS）
- パイパン少女ワレメ中出し（3月19日、LOTUS）他出演:小森もも、ゆう、宮咲志帆、なお、あこ
- XXXXX! [ファイブエックス] 熊本完全素人編（3月19日、シャイ企画）他出演:なのは、伊沢千夏、七咲楓花、冬野みずき
- kawaii*girl 16（3月25日、kawaii*）
- 制服少女のパイパンマンコをじっくりネットリ好き放題いじりまくる。（4月1日、エッジ）
- ツルツルマンコで､チンコしごいてイカせてあげる。（4月1日、エッジ）他出演:あおば、星野優奈、彩芽はる、あすかりの、瀬戸ひなた
- ある朝婆さんが少女の肉体になった…（4月4日、SODクリエイト）他出演:夢美ここ、真壁まこ、大貫かりん
- お見合い乱交大浴場（4月4日、アキノリ）共演:那月りの、佐伯奈々、桜井エミリ 他
- 子供のようなパイパン7人中出し（4月16日、LOTUS）オムニバス作品
- フリーダム学園 校内集団暴行 4（5月5日、フリーダム）共演:佐伯奈々、天海遥、つゆの優、夏芽涼、川瀬七海、鈴木千里
- 女子校生 美尻黒タイツ 自慰顔騎（5月5日、フリーダム）共演:佐伯奈々、天海遥、つゆの優
- フリーダムエステ 美脚フットエステサロン（5月5日、フリーダム）共演:佐伯奈々、天海遥、つゆの優
- 淫交ティーンズ。 9人の放課後美少女濃縮 4時間クライマックスSPECIAL版!（5月23日、プレステージ）他8名出演
- ホワイトシャワー 汁01（7月2日、プレステージ）他多数出演
- ナマイキ 道草する少女たち（7月20日、Tears）他出演:片瀬りこ

2009年
- 火曜日は全裸登校日 2（1月1日、アキノリ）他多数共演
- 転校したら男は僕一人ぼっちだった 5（2月5日、アキノリ）他多数共演